# Tugela
Tugela (poznata i kao Thukela, odnosno Tukela) najveća je rijeka u pokrajini KwaZulu-Natal, Južnoafrička Republika. 

## Tok rijeke
Rijeka izvire u planinama Drakensberg, Mont-aux-Sources, a ujedno je i izvor dvaju pritoka koje su i dvije najveće rijeke u Južnoafričkoj Republici, Orange i Vaal, te ponire 947 metara kod Slapova Tugele. Od Drakensberga rijeka teče 520 kilometara kroz KwaZulu-Natal prije ulijevanja u Indijski ocean. Ukupna površina sliva je otprilike 29.100 km2. 
Tugela ima mnoštvo pritoka počevši od Drakensberga, uključujući Klip, Mooi i Buffalo. Sjeverna pritoka je Sundays River koja izvire u Biggarsbergu. Sa Sunday River spajaju se rijeke Ingagani (sa sjeverozapada) i Blood River (sa sjeveroistoka, a dobila je ime nakon poraza kralja Zulua, Dinganea, dana 16. prosinca 1838., od strane vojske pod Andriesom Pretoriusom, nakon čije je pobjede rečeno da je rijeka postala crvena nakon što je u nju prolivena boja krvi Zulua).
Tugela zatim prolazi kroz Bergville, te Colenso, koji je bio poprište važnih bitaka u Drugom Boerskom ratu, uz to što je služio dugi niz godina kao glavni izvor energije za cijelu pokrajinu. Stanicu u Colensu izgradile su Južnoafričke željeznice sa svrhom napajanja strujom željeznice koja je išla linijom prema sjeveru do grada Pietermaritzburga. Ispod Blood Rivera nalazi se Rorke's Drift, poprište bitke između Zulua i Britanaca.
Ispod mjesta gdje se Buffalo spaja s drugim pritokama, Tugela teče jugoistočno u duboki kanal između stijena i dolina dok dosegne uski obalni pojas. Prolaz kojim Tugela nadalje ide vrlo je malen i pjeskovit, te od tog mjesta Tugela više nije plovna. Otprilike deset kilometara od prolaza nalaze se dvije povijesne utvrde, Fort Pearson i Fort Tenedos, izgrađene od strane Britanaca 1979. godine tijekom rata sa Zuluima u svrhu zaštite prolaza Britanaca prema Tugeli. Tugela je gotovo uvijek prohodna čak i tijekom zime, iako je, zbog čestih i obilnih padalina, duboka i brza rijeka.

## Gospodarstvo
Stanovnici koji su se nastanili uz rijeku prvenstveno se bave radovima na farmama i lovu.
Velik je broj načina kojima se voda iz korita Tugele preusmjerava prema riječnom sustavu rijeke Vaal. Glavna shema u originalu na engleskom zove se Drakensberg Pumped Storage Scheme, a glavni operator je tvrtka Eskom. Također postoje i stanice za ispumpavanje vode u Jagersrusu.

## Vanjske poveznice
|  | Zajednički poslužitelj ima još gradiva o temi Tugela |